# Anagyris
Anagyris L., 1753  è un genere di piante della famiglia  delle Fabacee (o Leguminose).

## Tassonomia
Il genere Anagyris è strettamente affine al genere Thermopsis ed è inserito nella tribù delle Termopsidee.
In passato Anagyris foetida, diffusa nel bacino del Mediterraneo, veniva considerata come l'unica specie del genere; attualmente si riconosce come specie distinta Anagyris latifolia, endemica delle Canarie.